# 2. Floorball-Bundesliga 2017/18
Dieser Artikel behandelt die Saison 2017/18 der 2. Floorball-Bundesliga.

## Teilnehmende Mannschaften

### Teilnehmer Staffel Süd-Ost
- SC DHfK Leipzig (Staffelsieger)
- USV Halle Saalebiber
- UHC Döbeln 06
- Unihockey Igels Dresden
- USV TU Dresden
- BAT Berlin II
- Donau-Floorball Ingolstadt/Nordheim (Aufsteiger)[1]
- FC Rennsteig Avalanche (Aufsteiger)

### Teilnehmer Staffel Nord-West
- TV Eiche Horn Bremen (Absteiger)
- SSF Dragons Bonn
- Dümptener Füchse
- DJK Holzbüttgen
- TSV Neuwittenbek
- Hannover 96
- Gettorf Seahawks
- BSV Roxel (Aufsteiger)

## Tabellen

### Staffel Süd-Ost
| Pl. | Verein                                  | Sp. | S  | U | N  | SDS | SDN | Tore    | Diff. | Pkt. |
| --- | --------------------------------------- | --- | -- | - | -- | --- | --- | ------- | ----- | ---- |
| 1.  | USV Halle Saalebiber                    | 14  | 12 | 0 | 0  | 1   | 1   | 89:54   | +35   | 39   |
| 2.  | FC Rennsteig Avalanche (N)              | 14  | 8  | 0 | 3  | 0   | 3   | 73:61   | +12   | 27   |
| 3.  | SC DHfK Leipzig (M)                     | 14  | 6  | 1 | 5  | 1   | 1   | 90:76   | +14   | 22   |
| 4.  | Unihockey Igels Dresden                 | 14  | 4  | 1 | 4  | 2   | 3   | 69:69   | 0±0   | 20   |
| 5.  | Donau-Floorball Ingolstadt/Nordheim (N) | 14  | 6  | 0 | 7  | 1   | 0   | 86:90   | 0–4   | 20   |
| 6.  | UHC Döbeln 06                           | 14  | 4  | 0 | 6  | 3   | 1   | 086:100 | −14   | 19   |
| 7.  | USV TU Dresden                          | 14  | 3  | 0 | 10 | 1   | 0   | 82:88   | 0–6   | 11   |
| 8.  | BAT Berlin II                           | 14  | 2  | 0 | 10 | 1   | 1   | 068:105 | −37   | 09   |

| Legende                             |
| ----------------------------------- |
| Teilnahme an den Play-offs          |
| Teilnahme an der Abstiegsrelegation |
| Abstieg in die Regionalliga         |
| (A) Absteiger                       |
| (M) Staffelsieger                   |
| (N) Aufsteiger                      |

### Staffel Nord-West
| Pl. | Verein                   | Sp. | S  | U | N | SDS | SDN | Tore    | Diff. | Pkt. |
| --- | ------------------------ | --- | -- | - | - | --- | --- | ------- | ----- | ---- |
| 1.  | TV Eiche Horn Bremen (A) | 14  | 10 | 0 | 2 | 2   | 0   | 104:620 | +42   | 34   |
| 2.  | DJK Holzbüttgen          | 14  | 8  | 1 | 2 | 1   | 2   | 113:650 | +48   | 29   |
| 3.  | SSF Dragons Bonn         | 14  | 8  | 0 | 5 | 0   | 1   | 88:88   | 0±0   | 25   |
| 4.  | Dümptener Füchse         | 14  | 7  | 1 | 5 | 0   | 1   | 66:75   | 0–9   | 23   |
| 5.  | TSV Neuwittenbek         | 14  | 6  | 0 | 7 | 0   | 1   | 71:93   | −22   | 19   |
| 6.  | Gettorf Seahawks         | 14  | 3  | 0 | 9 | 2   | 0   | 75:94   | −19   | 13   |
| 7.  | BSV Roxel (N)            | 14  | 4  | 0 | 9 | 0   | 1   | 71:98   | −27   | 13   |
| 8.  | Hannover 96 1            | 14  | 2  | 0 | 9 | 2   | 1   | 79:92   | −13   | 11   |

| Legende                     |
| --------------------------- |
| Teilnahme an den Play-offs  |
| Abstieg in die Regionalliga |
| (A) Absteiger               |
| (N) Aufsteiger              |

## Play-offs
Die Sieger der beiden Staffeln treffen in den beiden Halbfinalserien auf die Zweiten der jeweils anderen Staffel. Die Staffelzweiten haben im ersten Halbfinalspiel Heimrecht, die Staffelsieger im zweiten und eventuellen dritten Spiel. Die Sieger der beiden Halbfinalserien qualifizieren sich für die Finalserie.

Der Sieger der Finalserie steigt in die 1.FBL auf. Der Verlierer der Finalserie spielt gegen den Sieger der zweiten Runde der Playdowns der 1.FBL eine Relegationsserie. Der Sieger der Relegationsserie steigt in die 1. FBL auf / verbleibt in der 1.FBL.

Wenn Teams aus unterschiedlichen Staffeln im Finale stehen, hat der Sieger des Halbfinals II Heimrecht in Spiel 2 und im eventuellen Spiel 3, der Sieger des Halbfinals I in Spiel 1. Stehen Teams aus einer Staffel im Finale so hat der Zweitplatzierte Heimrecht in Spiel 1, der Erstplatzierte in Spiel 2 und im eventuellen Spiel 3.

Alle Serien werden nach dem Modus „best-of-three“ durchgeführt.

### Halbfinale
| 24. März 2018 18:00 Uhr |  | FC Rennsteig Avalanche | 3:4 n. V. (0:1, 2:0, 1:2, 0:1) Spielbericht | TV Eiche Horn Bremen | Guts-Muths Turnhalle, Neuhaus am Rennweg Zuschauer: 220 |

| 7. April 2018 18:00 Uhr |  | TV Eiche Horn Bremen | 5:7 (0:0, 2:5, 3:2) Spielbericht | FC Rennsteig Avalanche | Sportzentrum Eiche Horn, Bremen Zuschauer: 141 |

| 8. April 2018 15:00 Uhr |  | TV Eiche Horn Bremen | 6:4 (2:1, 3:1, 1:2) Spielbericht | FC Rennsteig Avalanche | Sportzentrum Eiche Horn, Bremen Zuschauer: 110 |

| 24. März 2018 13:00 Uhr |  | DJK Holzbüttgen | 6:2 (1:1, 3:1, 2:0) Spielbericht | USV Halle Saalebiber | Stadtparkhalle, Kaarst Zuschauer: 155 |

| 7. April 2018 18:30 Uhr |  | USV Halle Saalebiber | 5:6 (4:3, 0:2, 1:1) Spielbericht | DJK Holzbüttgen | Universitätssporthalle, Halle (Saale) Zuschauer: 240 |

| 8. April 2018 15:00 Uhr |  | USV Halle Saalebiber | entfällt | DJK Holzbüttgen | Universitätssporthalle, Halle (Saale) |

### Finale
| 14. April 2018 13:00 Uhr |  | DJK Holzbüttgen | 5:3 (0:2, 1:0, 4:1) Spielbericht | TV Eiche Horn Bremen | Stadtparkhalle, Kaarst Zuschauer: 181 |

| 21. April 2018 18:00 Uhr |  | TV Eiche Horn Bremen | 9:5 (3:1, 3:2, 3:2) Spielbericht | DJK Holzbüttgen | Sportzentrum Eiche Horn, Bremen Zuschauer: 163 |

| 22. April 2018 14:00 Uhr |  | TV Eiche Horn Bremen | 2:3 n. V. (0:0, 1:1, 1:1, 0:) Spielbericht | DJK Holzbüttgen | Sportzentrum Eiche Horn, Bremen Zuschauer: 171 |

## Aufstiegsrelegation
| 6. Mai 2018 15:00 Uhr |  | Blau-Weiß 96 Schenefeld | 8:7 (3:2, 2:4, 3:1) Spielbericht | TV Eiche Horn Bremen | Schulzentrum Achter de Weiden, Schenefeld Zuschauer: 278 |

| 12. Mai 2018 18:00 Uhr |  | TV Eiche Horn Bremen | 3:8 (1:3, 0:2, 2:3) Spielbericht | Blau-Weiß 96 Schenefeld | Sportzentrum Eiche Horn, Bremen Zuschauer: 173 |

| 13. Mai 2018 14:00 Uhr |  | TV Eiche Horn Bremen | entfällt | Blau-Weiß 96 Schenefeld | Sportzentrum Eiche Horn, Bremen |

## Abstiegsrelegation

### Süd/Ost
Für den Aufstieg in die 2.FBL Süd/Ost haben sich fünf Teams beworben:

Region Ost: PSV 90 Dessau (Sachsen-Anhalt), SC Siemensstadt (Berlin)

Region Süd: FC Stern München (Bayern), Sportvg Feuerbach (Baden-Württemberg), Calw Lions (Baden-Württemberg)
Die aufstiegswilligen Teams spielen unter Regie der Landesverbände die beiden Teilnehmer ihrer Region bei der Regionalligameisterschaft aus. Der Sieger der Regionalligameisterschaft steigt in die 2.FBL Süd/Ost auf, der Zweitplatzierte spielt Relegationsspiele um den Aufstieg gegen den Siebten der 2.FBL Süd/Ost.

#### Qualifikation
Ost:
| 15. April 2018 16:00 Uhr |  | PSV 90 Dessau | 2:4 (0:1, 0:0, 2:3) Spielbericht | SC Siemensstadt | Sporthalle Kochstedt, Dessau-Roßlau Zuschauer: 93 |

Süd:

Der FC Stern München ist als dritter der Regionalligameisterschaft Süd das erstplatziertes Team der Region Süd.

Die Calw Lions sind als dritter der Regionalliga Süd, Staffel BW das zweitplatzierte.

#### Halbfinale
| 13. Mai 2018 13:00 Uhr |  | SC Siemensstadt | 10:5 (5:2, 1:1, 4:2) Spielbericht | Calw Lions | Sport Centrum Siemensstadt, Berlin Zuschauer: 20 |

| 13. Mai 2018 00:00 Uhr |  | FC Stern München | 4:2 (2:0, 1:1, 1:1) Spielbericht | PSV 90 Dessau | Sporthalle Berufsschule ALS 3, München Zuschauer: 150 |

#### Finale
Heimrecht wird zugelost.
| 19. Mai 2018 16:00 Uhr |  | FC Stern München | 4:7 (1:2, 2:4, 1:1) Spielbericht | SC Siemensstadt | Sporthalle Berufsschule ALS 3, München Zuschauer: 102 |

#### Relegation
| 27. Mai 2018 15:00 Uhr |  | USV TU Dresden | 6:7 (2:1, 1:4, 3:2) Spielbericht | FC Stern München | EnergieVerbund Arena, Dresden Zuschauer: 33 |

| 2. Juni 2018 16:00 Uhr |  | FC Stern München | 12:5 (3:1, 5:1, 4:3) Spielbericht | USV TU Dresden |  |

| 3. Juni 2018 13:00 Uhr |  | FC Stern München | entfällt | USV TU Dresden | Sporthalle Berufsschule ALS 3, München Zuschauer: 100 |

### Nord/West
Da es nur ein aufstiegwilliges Team aus der Region Nord/West gibt, den Meister der Regionalliga Hessen TSV Tollwut Ebersgöns, entfallen die Spiele um die Regionalligameisterschaft und die Abstiegsrelegation.
Hannover 96 steigt dabei ab, außer es sollten nach den Relegationsspielen zwischen den Bundesligen weniger als acht Teams nächste Saison in der Nord/West Staffel sein. Dieser Fall würde eintreten, wenn:

- der TV Eiche Horn Bremen oder die DJK Holzbüttgen aufsteigen und Blau-Weiß 96 Schenefeld die Klasse halten sollte.
- der TV Eiche Horn Bremen und die DJK Holzbüttgen aufsteigen würden.[4]